# Lasioserica nobilis
Lasioserica nobilis är en skalbaggsart som beskrevs av Brenske 1894. Lasioserica nobilis ingår i släktet Lasioserica och familjen Melolonthidae. Inga underarter finns listade i Catalogue of Life.